# 肉灵芝
肉靈芝，又稱肉芝、太歲、封、視肉或肉芫，是中国神话生物，民间认为它是太歲神的化身，在许多中国小说和藥書中都有星星点点的记载。据記載，秦始皇曾三次派人尋找長生不老藥，一般認爲他找的可能就是肉靈芝。
現代有時會從地底下挖出一些詳細組成未明，可能含有细菌、黏菌或蕈類等生物的物體，發現者通常形容像是肉塊。這些物體可能是一種「特大型罕見黏菌複合體」。民间一般认为，這就是古代傳說中從地下挖出來的太歲神。关于“太岁”的存在、作用和药效，在生物学界始终有争议。 
据中国太岁收藏协会专家介绍，由于复合粘菌个体之间差异较大，出于安全考虑，建议收藏研究为主，不可轻易食用。

## 记载及性状
民间称其为“既没鼻子也没眼睛，摸上去感觉像团肉；不会因高温而腐烂，也不会因低温而僵硬；一天天长大，身上的‘伤口’能自动愈合。”有研究认为，长在山中与土中的太岁性状不一，长于山的太岁呈纤维质，近灵芝；长于土地上的太岁呈肉胶质，有弹性和肉质纹理。
《本草纲目》称之为「視肉」、「肉芝」，收于“菜”部“芝”类，关于它性状的记载为：“肉芝状如肉。附于大石，头尾具有，乃生物也。赤者如珊瑚，白者如脂肪，黑者如泽漆，青者如翠羽，黄者如紫金，皆光明洞彻如坚冰也。”“久食，轻身不老，延年神仙”，并奉为“本经上品”。
晋朝葛洪《抱朴子》“仙药”记载：“行山中见小人，乘车马，长七八寸，肉芝也。”

## 现代报道
- 2012年，西安发现疑似肉灵芝物体，但之后被证实为男用性玩具[6]。

- 2017年，吉林省延吉市烟集乡发现一约50斤重肉灵芝[7]。

- 2016年，内蒙古一名村民造房時從地下挖出一對肉靈芝[8]。

- 2019年，在上海打工的男子張洋，聲稱發現一塊重6斤2兩的肉灵芝，於是辭工回山東家鄉[9]。